# Ripartitella brasiliensis
Ripartitella brasiliensis är en svampart som först beskrevs av Speg., och fick sitt nu gällande namn av Rolf Singer 1951. Ripartitella brasiliensis ingår i släktet Ripartitella och familjen Agaricaceae.   Inga underarter finns listade i Catalogue of Life.

## Bildgalleri

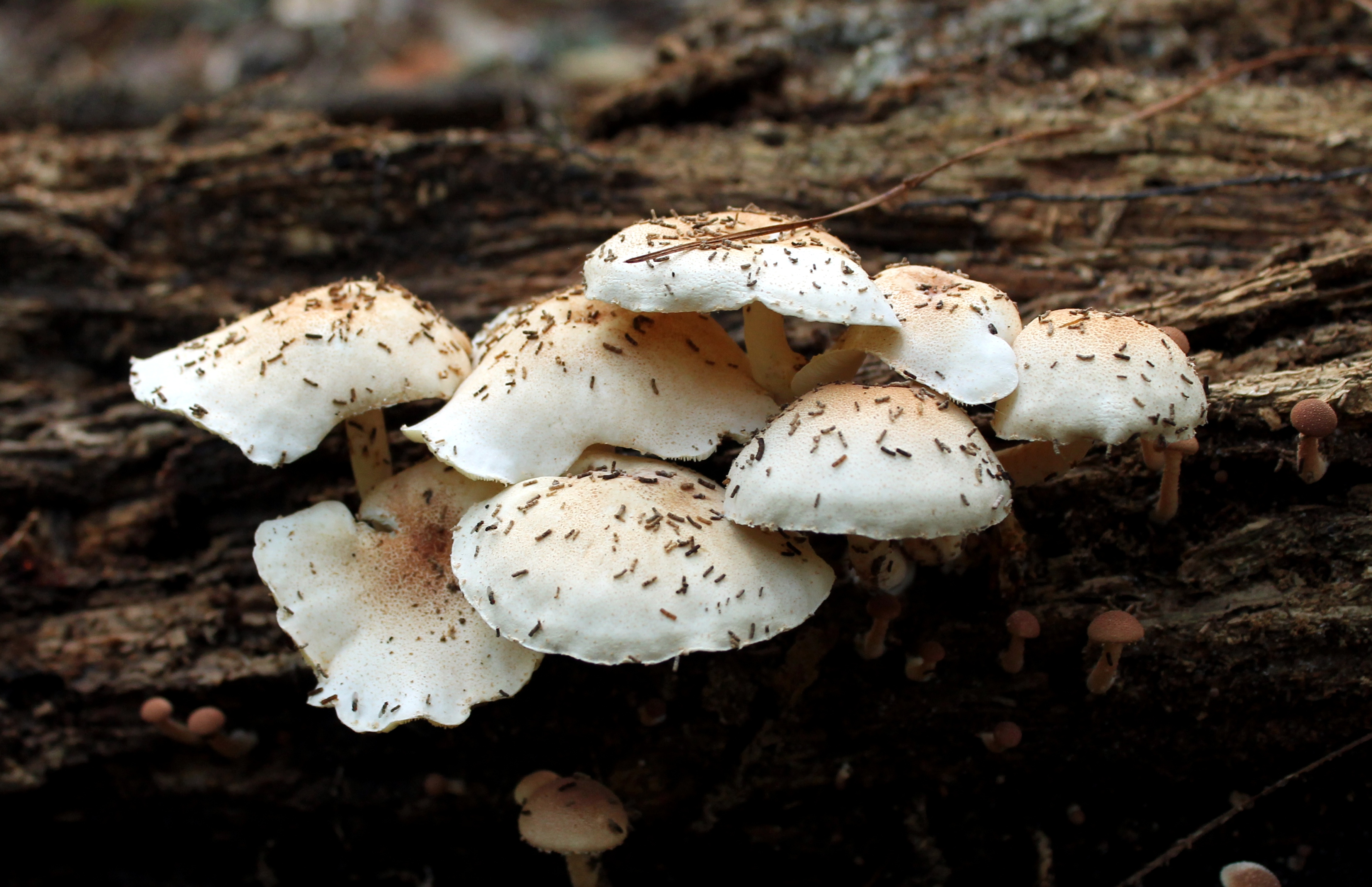